# Frederikssund Vikingeboplads

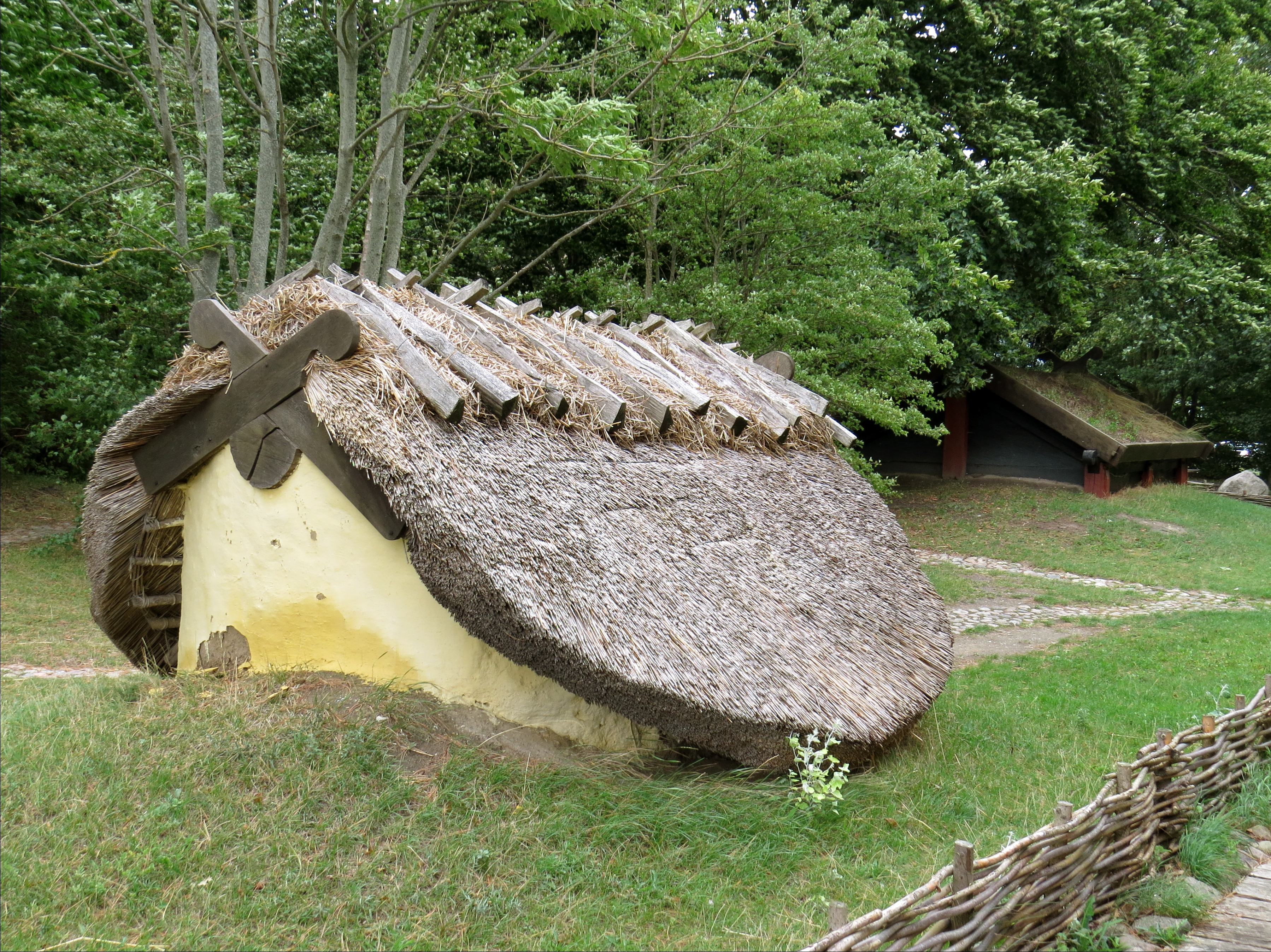

Frederikssund Vikingeboplads is een nagebouwd Vikingdorp in het Deense Frederikssund. Het werd geopend in 1994 op de plek waar al sinds 1952 vikingtoneel wordt opgevoerd (Frederikssund Vikingespil). Het dorp bestaat uit vijf kleinere huizen, een langhuis en runenstenen. Het vikingdorp ligt aan de toeristische vikingroute 'The Rise and Fall of the Vikings'.